# احتجاجات المزارعين الفرنسيين 2024
احتجاجات المزارعين الفرنسيين 2024 هي سلسلة من الاحتجاجات وإغلاق الطرق في فرنسا، قم بها المزارعون بمشاركة مجموعة من النقابات الزراعية. بدأت هذه الاحتجاجات في 18 يناير 2024، حيث أعرب المزارعون عن غضبهم ومطالبهم بسبب تراجع أرباحهم، وارتفاع الأعباء المالية، والتنافس غير النزيه الذي أصبح ممكنًا بفعل اتفاقيات التبادل التجاري الحر. كما اشتكى المزارعون من تعقيدات التشريعات المحلية، والضرائب، والتدخلات الأوروبية في مجال الزراعة، بالإضافة إلى إهمال الحكومة الفرنسية.
طالب المزارعون حكومة غابرييل أتال باتخاذ إجراءات عاجلة لدعم القطاع الزراعي وضمان استمراريته. بعد مرور أسبوع من الاحتجاجات، أعلن أتال تدابير لدعم المزارعين، ولكن العديد من النقابات، بما في ذلك الاتحاد الوطني للفلاحين والاتحاد الريفي، اعتبروا أن هذه التدابير غير كافية. في الليلة نفسها، دعت هاتان النقابتين إلى مواصلة الحركة الاحتجاجية.
كانت هناك مظاهرة أولى للمزارعين الأوكسيتانيين في تولوز في 16 يناير 2024. قرر قائد هذا العمل، المربي الأوكيتاني جيروم بايل، الاستمرار بإغلاق الطريق السريع بين تولوز وباو اعتبارًا من 18 يناير. ثم أعقب ذلك حصار قام به مزارعون أوكسيتانيون آخرون في ليل جوردان (19 يناير)، وكاستيلساراسين، ومونتوبان، وجولفيتش، وخاصة في آجين اعتبارًا من 22 يناير. في الفترة من 23 إلى 24 يناير، انتشرت الحركة إلى العديد من المناطق الأخرى في فرنسا، في بريتاني، في الألزاس.

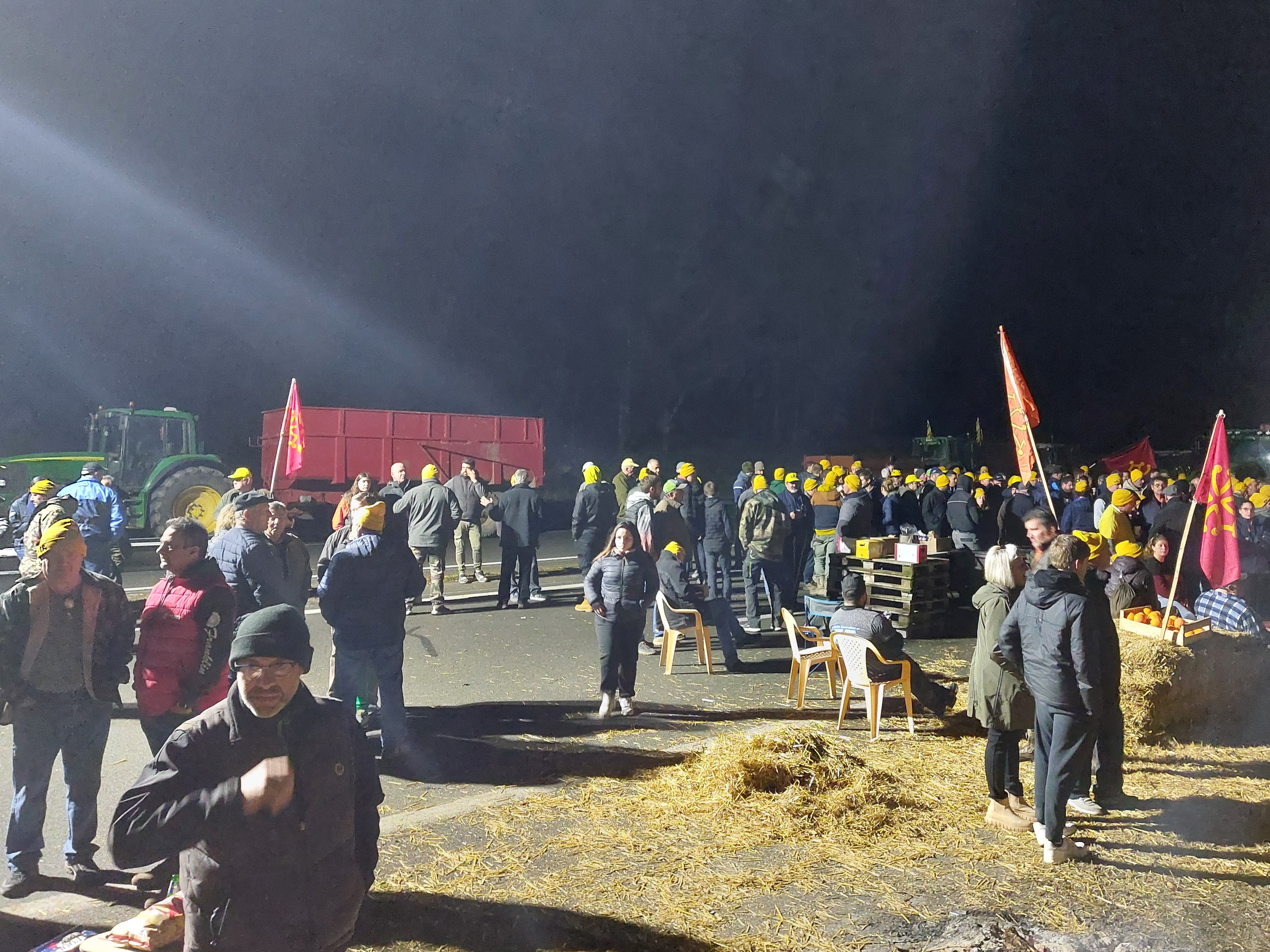
مزارعون أوكسيتانيون يسدون طريقًا سريعًا في آجا (24 يناير 2024).

في 27 يناير، أعلن الاتحاد الوطني للفلاحين عن "حصار العاصمة (باريس) لفترة غير محددة" اعتبارًا من 29 يناير في الساعة 2 مساءً. في الوقت نفسه، أعلن التنسيق الريفي في لوت وغارون عن نيته إغلاق السوق الوطنية للفواكه والخضروات في رونجي.